# Djappaï
Djappaï (ou Djappaï Garre, Djapai, Djapay) est une localité du Cameroun située dans le département du Mayo-Kani et la Région de l'Extrême-Nord. Elle fait partie de la commune de Mindif.

## Population
En 1976, la localité comptait 539 habitants, principalement des Peuls. 

Lors du recensement de 2005, 3 641 personnes y ont été dénombrées.

## Infrastructures
En 2018, Djappaï possède un collège public général (CES).